# خلیج سندراواسی

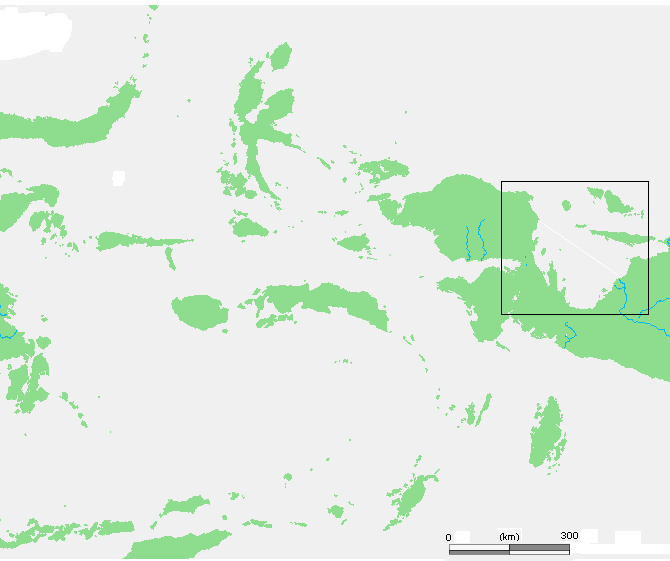
خلیج سندراواسی.

خلیج سندراواسی (اندونزیایی: Teluk Cenderawasih) خلیج بزرگی در شمال استان پاپوآ، در پاپوآی غربی در گینه نو اندونزی است. نام پیشین این خلیج خیل‌فینک (Geelvink) بود که در زبان هلندی به معنای سهره زرد است. خیل‌فینک در هلندی نام خانوادگی و نام یک کشتی است. سندراواسی در زبان اندونزیایی به معنای مرغ بهشت است.
بخش غربی این خلیج در سال ۲۰۰۲ به عنوان پارک ملی آبی تعیین شد.